# Дезлоратадин
Дезлоратадин — МНН лекарственного средства с функцией блокатора H1-гистаминовых рецепторов длительного действия, антигистаминный препарат второго поколения.

## Химическое название
По правилам ИЮПАК дезлоратадин называется «8-хлор-6,11-дигидро-11-(4-пиперидинилиден)-5H-бензо[5,6]циклогепта[1,2-b]пиридин»

## Фармакологическое действие
Блокатор H1-гистаминовых рецепторов длительного действия. Является первичным активным метаболитом лоратадина. Подавляет высвобождение гистамина и лейкотриена С4 из тучных клеток. Предупреждает развитие и облегчает течение аллергических реакций. Обладает противоаллергическим, противозудным и противоэкссудативным действием. Уменьшает проницаемость капилляров, предупреждает развитие отека тканей, снимает спазм гладкой мускулатуры. Практически не обладает седативным эффектом и при приеме в дозе 7,5 мг не влияет на скорость психомоторных реакций. В сравнительных исследованиях дезлоратадина и лоратадина качественных или количественных различий токсичности 2 ЛС в сопоставимых дозах (с учётом концентрации дезлоратадина) не выявлено.

## Фармакокинетика
После приема внутрь начинает определяться в плазме через 30 мин. Пища не оказывает влияния на распределение. Биодоступность пропорциональна дозе в диапазоне 5-20 мг. Связь с белками плазмы — 83-87 %. После однократного приема в дозе 5 мг или 7,5 мг Cmax достигается через 2-6 ч (в среднем через 3 ч). Не проникает через гематоэнцефалический барьер. Интенсивно метаболизируется в печени путём гидроксилирования с образованием 3-ОН-дезлоратадина, соединённого с глюкуронидом. Лишь небольшая часть принятой внутрь дозы выводится почками (< 2 %) и с каловыми массами (< 7 %). T1/2 — 20-30 ч (в среднем — 27 ч). При применении дезлоратадина в дозе 5-20 мг 1 раз в сутки в течение 14 дней признаков клинически значимого кумулятивного эффекта не выявлено.

## Показания
Сезонный и круглогодичный аллергический ринит, хроническая идиопатическая крапивница.

## Порядок применения
За полчаса до приёма пищи, запивая водой.

## Противопоказания
Гиперчувствительность, беременность, период лактации, детский возраст (до 1 года), детский возраст (до 12 лет) для таблетированных форм. Для сиропа (дополнительно, в связи с наличием в составе сахарозы и сорбитола): наследственная непереносимость фруктозы, нарушение всасывания глюкозы/галактозы или недостаточность сахарозы/изомальтозы.

## Побочные эффекты
Редко: головокружение, сонливость, тахикардия, сердцебиение, абдоминальная боль, диспепсия (в том числе тошнота, рвота, диарея), гипербилирубинемия, повышение активности «печеночных» ферментов, аллергические реакции (кожная сыпь, зуд, крапивница, ангионевротический отек, анафилактический шок). У детей до 2 лет (частота несколько выше, чем при приеме плацебо): диарея, гипертермия, бессонница. У 2-11 лет частота развития побочных эффектов сравнима с плацебо. У взрослых и детей старше 12 лет (частота несколько выше, чем при приеме плацебо): повышенная утомляемость, сухость во рту, головная боль; сонливость (частота возникновения сравнима с плацебо).
Лечение при передозировке: промывание желудка, активированный уголь, симптоматическая терапия. Не выводится путём гемодиализа. Эффективность перитонеального диализа не установлена.

## Особые указания
Нет указаний на неблагоприятное воздействие на управление автомобилем или сложными техническими устройствами.

## Взаимодействие
Изучение взаимодействия с кетоконазолом и эритромицином клинически значимых изменений не выявило. Не влияет на эффекты этанола.

## Альтернативные и торговые названия
Деслоратадин, лордес, хитакса.